# Ottavia Piccolo
Ottavia Piccolo (Bolzano, 9 de outubro de 1949) é uma atriz italiana.
Atuou em 45 filmes, desde 1962. Em 1970, ela recebeu o prêmio de Melhor Atriz no Festival de Cannes por seu trabalho em Metello.
Outro trabalho de destaque foi em O Leopardo, de Luchino Visconti (1963).